# 나카노 류마
나카노 류마(일본어: 中野 瑠馬, 2002년 10월 6일~)는 일본의 축구 선수이다.

## 구단 경력
그는 2023년 J1리그의 교토 상가 FC에 입단했다.